# Dan Hooker
Daniel Preston Hooker  (Auckland, 13 de fevereiro de 1990) é um lutador neozelandês de artes marciais mistas, atualmente competindo na divisão leve do Ultimate Fighting Championship.

## Carreira no MMA

### Ultimate Fighting Championship
Hooker fez sua estreia no UFC contra o também estreante Ian Entwistle em 28 de junho de 2014, no UFC Fight Night 43. Hooker venceu via nocaute técnico no primeiro round.
Hooker enfrentou Máximo Blanco em 20 de Setembro de 2014 no UFC Fight Night 52. Hooker perdeu a luta via decisão unânime.
Hooker enfrentou Hatsu Hioki em 10 de Maio de 2015 no UFC Fight Night 65. Ele venceu a luta via nocaute no segundo round. Com esta vitória, ele se tornou o primeiro lutador a nocautear Hioki em uma luta de MMA. The win also earned Hooker his first Performance of the Night bonus award.
Hooker enfrentou Yair Rodríguez em 3 de Outubro de 2015 no UFC 192: Cormier vs. Gustafsson. Ele perdeu a luta via decisão unânime.
Hooker depois enfrentou Mark Eddiva em 20 de Março de 2016 no UFC Fight Night 85. Ele venceu a luta via finalização com uma guilhotina no primeiro round.
Hooker enfrentou Jason Knight em 27 de Novembro de 2016 no UFC Fight Night 101. Ele perdeu a luta via decisão unânime.
Hooker enfrentou Ross Pearson em 11 de Junho de 2017 no UFC Fight Night 110. Ele venceu via nocaute no segundo round. Esta vitória também lhe rendeu seu segundo bônus de “Performance da Noite”.
Hooker enfrentou Marc Diakiese em 30 de dezembro de 2017 no UFC 219: Cyborg vs. Holm. Ele venceu a luta via finalização no terceiro round.
Hooker enfrentou Jim Miller em 21 de Abril de 2018 no UFC Fight Night 128. Ele venceu a luta via nocaute no primeiro round.
Hooker enfrentou Gilbert Burns em 7 de Julho de 2018 no UFC 226: Miocic vs. Cormier. Ele venceu via nocaute no primeiro round.
Hooker enfrentou Edson Barboza em 15 de Dezembro de 2018 no UFC on Fox 31. Após ser dominado completamente por Barboza, terminou sendo nocauteado no terceiro round. Esta foi a primeira vez que Hooker foi nocauteado em sua carreira.
Hooker enfrentou James Vick em 20 de Julho de 2019 no UFC on ESPN: dos Anjos vs. Edwards. Ele venceu via nocaute no primeiro round. Esta vitória lhe rendeu o bônus de Performance da Noite.
Hooker enfrentou Al Iaquinta em 6 de Outubro de 2019 no UFC 243: Whittaker vs. Adesanya. Ele venceu a luta via decisão unânime.
Hooker enfrentou Paul Felder em 22 de Fevereiro de 2020 no UFC Fight Night: Felder vs. Hooker. Após 5 rounds, Hooker foi declarado vencedor por decisão dividida (47-48, 48-47 e 48-47).
Hooker enfrentou Dustin Poirier em 27 de junho de 2020 no UFC Fight Night: Poirier vs. Hooker. Ele perdeu por decisão unânime.

## Títulos e feitos

### Artes marciais mistas
- Ultimate Fighting Championship
  - Luta da noite (Duas vezes) vs. Paul Felder e Dustin Poirier
  - Performance da Noite (Três vezes) vs. Hatsu Hioki, Ross Pearson e James Vick

## Cartel no MMA
| Cartel no MMA   |             |             |
| 35 lutas        | 23 vitórias | 12 derrotas |
| Por nocaute     | 11          | 3           |
| Por finalização | 7           | 3           |
| Por decisão     | 5           | 6           |

| Res.    | Cartel | Oponente         | Método                                | Evento                                 | Data       | Round | Tempo | Local                     | Notas                                               |
| ------- | ------ | ---------------- | ------------------------------------- | -------------------------------------- | ---------- | ----- | ----- | ------------------------- | --------------------------------------------------- |
| Vitória | 23-12  | Jalin Turner     | Decisão (dividida)                    | UFC 290: Volkanovski vs. Rodríguez     | 08/07/2023 | 3     | 5:00  | Las Vegas, Nevada         | Jalin não bateu o peso; Luta em Peso Casado.        |
| Vitória | 22-12  | Claudio Puelles  | Nocaute Técnico (chute no corpo)      | UFC 281: Adesanya vs. Pereira          | 12/11/2022 | 2     | 4:06  | Nova Iorque, Nova Iorque  | Retorno aos Leves.                                  |
| Derrota | 21-12  | Arnold Allen     | Nocaute Técnico (socos e cotoveladas) | UFC Fight Night: Volkov vs. Aspinall   | 19/03/2022 | 1     | 2:33  | Londres                   | Retorno aos Penas.                                  |
| Derrota | 21-11  | Islam Makhachev  | Finalização (kimura)                  | UFC 267: Blachowicz vs. Teixeira       | 30/10/2021 | 1     | 2:25  | Abu Dhabi                 |                                                     |
| Vitoria | 21-10  | Nasrat Haqparast | Decisão (unânime)                     | UFC 266: Volkanovski vs. Ortega        | 25/09/2021 | 3     | 5:00  | Las Vegas, Nevada         |                                                     |
| Derrota | 20-10  | Michael Chandler | Nocaute Técnico (socos)               | UFC 257: Poirier vs. McGregor 2        | 23/01/2021 | 1     | 2:30  | Abu Dhabi                 |                                                     |
| Derrota | 20-9   | Dustin Poirier   | Decisão (unânime)                     | UFC Fight Night: Poirier vs. Hooker    | 27/06/2020 | 5     | 5:00  | Las Vegas, Nevada         | Luta da Noite.                                      |
| Vitória | 20-8   | Paul Felder      | Decisão (dividida)                    | UFC Fight Night: Felder vs. Hooker     | 22/02/2020 | 5     | 5:00  | Auckland                  | Luta da Noite.                                      |
| Vitória | 19-8   | Al Iaquinta      | Decisão (unânime)                     | UFC 243: Whittaker vs. Adesanya        | 05/10/2019 | 3     | 5:00  | Melbourne                 |                                                     |
| Vitória | 18-8   | James Vick       | Nocaute (soco)                        | UFC on ESPN: dos Anjos vs. Edwards     | 20/07/2019 | 1     | 2:33  | San Antonio, Texas        | Performance da Noite.                               |
| Derrota | 17-8   | Edson Barboza    | Nocaute Técnico (soco no corpo)       | UFC on Fox: Lee vs. Iaquinta II        | 15/12/2018 | 3     | 2:19  | Milwaukee, Wisconsin      |                                                     |
| Vitória | 17-7   | Gilbert Burns    | Nocaute (socos)                       | UFC 226: Miocic vs. Cormier            | 07/07/2018 | 1     | 2:28  | Las Vegas, Nevada         |                                                     |
| Vitória | 16-7   | Jim Miller       | Nocaute (joelhada)                    | UFC Fight Night: Barboza vs. Lee       | 21/04/2018 | 1     | 3:00  | Atlantic City, New Jersey |                                                     |
| Vitória | 15-7   | Marc Diakiese    | Finalização (guilhotina)              | UFC 219: Cyborg vs. Holm               | 30/12/2017 | 3     | 0:42  | Las Vegas, Nevada         |                                                     |
| Vitória | 14-7   | Ross Pearson     | Nocaute (joelhada)                    | UFC Fight Night: Lewis vs. Hunt        | 11/06/2017 | 2     | 3:02  | Auckland                  | Retornou aos Leves; Performance da noite.           |
| Derrota | 13-7   | Jason Knight     | Decisão (unânime)                     | UFC Fight Night: Whittaker vs. Brunson | 27/11/2016 | 3     | 5:00  | Melbourne                 |                                                     |
| Vitória | 13-6   | Mark Eddiva      | Finalização (guilhotina)              | UFC Fight Night: Hunt vs. Mir          | 20/03/2016 | 1     | 1:24  | Brisbane                  |                                                     |
| Derrota | 12-6   | Yair Rodríguez   | Decisão (unânime)                     | UFC 192: Cormier vs. Gustafsson        | 03/10/2015 | 3     | 5:00  | Houston, Texas            |                                                     |
| Vitória | 12-5   | Hatsu Hioki      | Nocaute (chute na cabeça e socos)     | UFC Fight Night: Miocic vs. Hunt       | 10/05/2015 | 2     | 4:13  | Adelaide                  | Performance da Noite.                               |
| Derrota | 11-5   | Maximo Blanco    | Decisão (unânime)                     | UFC Fight Night: Hunt vs. Nelson       | 20/09/2014 | 3     | 5:00  | Saitama                   |                                                     |
| Vitória | 11-4   | Ian Entwistle    | Nocaute Técnico (cotoveladas)         | UFC Fight Night: Te-Huna vs. Marquardt | 28/06/2014 | 1     | 3:34  | Auckland                  | Estreia no UFC; Retornou aos Penas.                 |
| Vitória | 10-4   | Nick Patterson   | Nocaute Técnico (socos)               | AFC 6                                  | 24/08/2013 | 3     | 0:34  | Melbourne                 | Defendeu o Cinturão Peso Leve do AFC.               |
| Vitória | 9-4    | Rusty McBride    | Finalização (mata leão)               | AFC 5                                  | 10/05/2013 | 1     | 1:31  | Melbourne                 | Defendeu o Cinturão Peso Leve do AFC.               |
| Vitória | 8-4    | Sihle Khuboni    | Finalização (triângulo)               | Shuriken MMA: Clash of the Continents  | 13/10/2012 | 1     | 2:53  | Auckland                  | Retornou aos Leves.                                 |
| Vitória | 7-4    | Chengjie Wu      | Nocaute Técnico (interrupção médica)  | Legend FC 9                            | 16/06/2012 | 1     | 3:44  | Macau                     | Estreia nos Penas.                                  |
| Vitória | 6-4    | Rusty McBride    | Nocaute Técnico (interrupção médica)  | AFC 3                                  | 14/04/2012 | 2     | 3:57  | Melbourne                 | Ganhou o Cinturão Peso Leve do AFC.                 |
| Derrota | 5-4    | Haotian Wu       | Finalização (mata leão)               | Legend FC 8                            | 30/03/2012 | 2     | 4:52  | Hong Kong                 |                                                     |
| Vitória | 5-3    | Yuma Ishizuka    | Decisão (unânime)                     | AFC 2                                  | 03/09/2011 | 3     | 5:00  | Melbourne                 |                                                     |
| Vitória | 4-3    | Scott MacGregor  | Finalização (guilhotina)              | SFC 8                                  | 30/07/2011 | 1     | 4:42  | Auckland                  | Ganhou o Cinturão Peso Leve do SFC Pacífico do Sul. |
| Derrota | 3-3    | Rob Lisita       | Decisão (dividida)                    | SCF 6                                  | 03/07/2010 | 3     | 5:00  | Dunedin                   | Pelo Cinturão Peso Leve do SFC Pacífico do Sul.     |
| Derrota | 3-2    | Sonny Brown      | Finalização (mata leão)               | Rize 4                                 | 27/03/2010 | 2     | 2:00  | Queensland                |                                                     |
| Vitória | 3-1    | Ken Yasuda       | Nocaute Técnico (lesão)               | Rize 3                                 | 05/12/2010 | 1     | 3:12  | Queensland                |                                                     |
| Vitória | 2-1    | Adam Calver      | Finalização (chave de braço)          | SCF 4                                  | 14/11/2009 | 1     | 2:52  | Auckland                  |                                                     |
| Derrota | 1-1    | Adam Calver      | Decision (dividida)                   | SCF 3                                  | 25/07/2009 | 3     | 5:00  | Auckland                  |                                                     |
| Vitória | 1-0    | Mike Taylor      | Finalização (mata leão)               | SCF 2                                  | 07/03/2009 | 1     | 0:48  | Auckland                  |                                                     |